# Grande famine irlandaise
La Grande famine irlandaise, ou localement la Grande Famine (en irlandais : An Gorta Mór ou An Drochshaol ; en anglais : The Blight, The Irish Potato Famine ou The Great Famine), est une famine de grande ampleur survenue en Irlande entre 1845 et 1852.
Cette catastrophe fut en grande partie le résultat de cinquante années d'interactions désastreuses entre la politique économique impériale britannique, des méthodes agricoles inadéquates et l'apparition du mildiou sur l'île. À l'époque, le mildiou anéantit presque intégralement les cultures locales de pommes de terre, qui constituaient la nourriture de base de l'immense majorité de la population, la paysannerie irlandaise.

## Contexte
La révolte des catholiques irlandais en 1649 contre Oliver Cromwell entraîna une répression brutale et la mise en place des Lois pénales destinées à les discriminer. Parmi cette série de mesures, la loi sur le papisme instituait que les terres des catholiques, au lieu d'être transmises au fils aîné, devaient être divisées entre tous les fils d'une même famille, ce qui entraîna un découpage des héritages, une baisse importante de la taille des exploitations agricoles et une vulnérabilité croissante de leurs exploitants.
Pour subsister, les Irlandais commencèrent à pratiquer principalement la culture de la pomme de terre, tubercule nourrissant et ne nécessitant que peu d'espace pour être cultivé. Par ailleurs, de nombreux paysans n'étaient pas propriétaires de leurs terres et devaient payer un fermage à un landlord protestant et britannique. La plupart des terres (95 %) appartiennent à quelques milliers de familles, généralement protestantes.
Au début du XIXe siècle, la relative prospérité des campagnes et le climat clément permettaient à une parcelle de nourrir une famille de manière correcte. La population, qui en 1801 se situait entre quatre et cinq millions d’habitants, passa à neuf millions quarante ans plus tard. Dès lors, les parcelles se révélèrent trop petites pour nourrir une famille.

## Une catastrophe de grande ampleur

Production de pommes de terre pendant la Grande Famine.

En 1845, provenant d'Europe continentale, le mildiou, causé par un oomycète parasite appelé Phytophthora infestans, allié à l'humidité du climat, provoqua une forte chute, de l'ordre de 40 %, de la production de pommes de terre et entraîna une famine d'une grande ampleur, alors qu'un tiers de la population dépendait exclusivement de la pomme de terre pour se nourrir. Le phénomène était suivi de près dans les milieux agricoles, jusqu'aux États-Unis, où en septembre 1845, le journal American Farmer s'intéressa à la maladie de la pomme de terre et à son évolution, en évoquant la possibilité qu'elle fût encore d'ampleur relative.
Contrairement à ce qui s'était passé pendant la famine de 1780, les ports irlandais restèrent ouverts en 1845-1846 sous la pression des négociants protestants, et en dépit de la famine, l'Irlande continua à exporter de la nourriture. Alors que dans des régions de l'île des familles entières mouraient de faim, des convois de nourriture appartenant aux landlords, escortés par l'armée, partaient vers l'Angleterre. Certains propriétaires expulsèrent leurs paysans même s'ils étaient en mesure de payer leur loyer comme lors de l'incident de Ballinglass en mars 1846. Malgré tout, en 1845, la pénurie ne fut pas de plus grande ampleur que d'autres crises régionales précédentes qui n'étaient pas restées dans les mémoires. Ce fut l'anéantissement de la récolte de pomme de terre de trois des quatre années qui suivirent qui entraîna une famine et des épidémies telles que les institutions de secours des indigents, qu'elles soient gouvernementales ou privées, se révélèrent incapables d'y faire face.

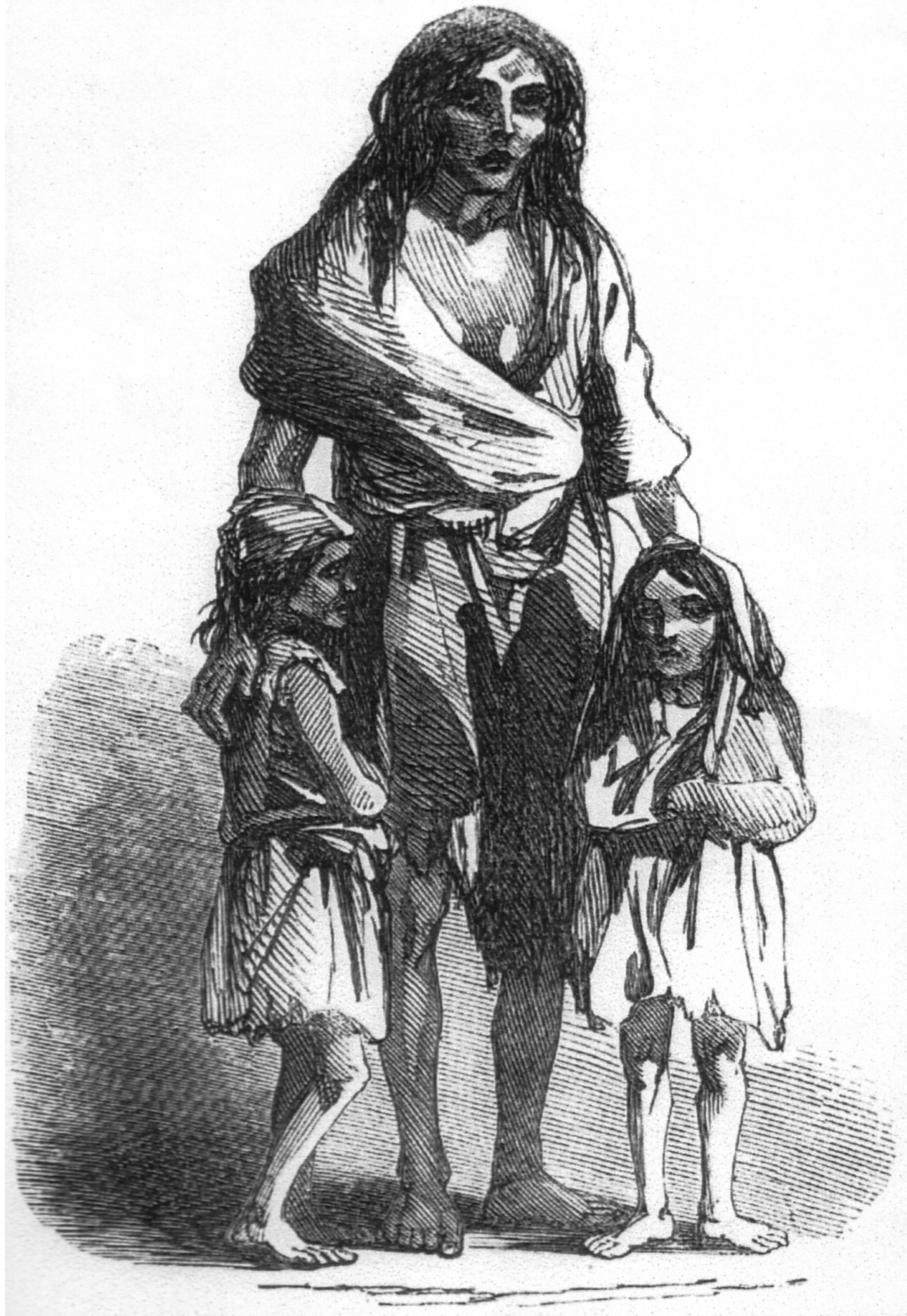
Bridget O'Donnel et ses deux enfants, victimes de la Grande Famine. Dessin publié dans l'Illustrated London News le 22 décembre 1849.

Plusieurs initiatives caritatives furent prises. Dès 1841, le pape Grégoire XVI exhorta les archevêques à lever des fonds à travers l'Europe et l'Amérique. Ce mouvement de solidarité catholique se traduisit par un grand nombre de dons dont le montant total resta difficile à évaluer. L'archevêque de Dublin, Paul Cullen, établit une estimation à 14 000 £ voire 15 000 £. En 1845, le sultan ottoman Abdülmecit Ier aurait déclaré son intention de verser 10 000 £ pour les paysans irlandais, mais la reine Victoria aurait demandé que le sultan n'envoyât que 1 000 £ puisqu'elle-même avait donné seulement 2 000 £. Le sultan envoya donc 1 000 £ et trois navires remplis de nourriture. L'historienne Christine Kinealy questionne la véracité de cette livraison d'aide sous forme de nourriture. Elle considère peu probable qu’un sultan, cherchant une alliance avec la Grande-Bretagne, prenne un tel risque. Le don monétaire de 1000 £ est avéré, bien que le montant fasse débat. Il est évoqué dans le London Times en 1847. Toutefois, des archives montrent que des navires du bassin ottoman (Grèce, Turquie, Balkans) ont effectivement livré des céréales à Drogheda en mai 1847, mais il n’est pas prouvé qu’ils étaient directement envoyés par le sultan. Il pourrait en réalité s'agir de navires commerciaux.
Le nombre de victimes aurait pu être sensiblement moins élevé si les responsables politiques britanniques avaient choisi d'intervenir. Pourtant, par négligence, indifférence, insensibilité, cynisme, ou mépris des pauvres clairement affiché, ils restèrent globalement passifs.
Ceux s'étant prononcés en faveur d'une aide à l'Irlande ont rencontré l’hostilité d’une partie de l’opinion publique britannique et aux partisans d’un libéralisme économique sans entrave.
Le nombre de clochards secourus, rien qu'à Leeds, bondit de 278 (en 1846) jusqu'à 1896 (en avril 1847), à cause de l'exode irlandais. La même année, des ressortissants irlandais en Angleterre comme Edward Irwin de Derrygore ont organisé des charités comme le 'Leeds Irish Relief Fund'.
Les chactas envoyèrent des secours et de l'argent en 1847[réf. souhaitée].

## Responsables britanniques impliqués
- Sir Charles Trevelyan, 1er Baronet
- George Bingham (3e comte de Lucan)

## Conséquences

Évolution des populations irlandaise et européenne de la Grande Famine à nos jours.

S'il n'existe pas de décompte officiel du nombre de morts entre 1846 et 1851, diverses estimations récentes évaluent à un million le nombre total de victimes, particulièrement dans les comtés les plus pauvres. La Grande Famine eut d'ailleurs des conséquences importantes en matière foncière, en accentuant le phénomène de concentration des terres et d'augmentation de la taille moyenne des exploitations souhaitée par les landlords : entre 1841 et 1851, la part des tenures de moins de cinq acres passa de 35 à 20 %, quand celle des tenures de quinze acres et plus augmenta de 31 à 48 % des terres agricoles irlandaises.

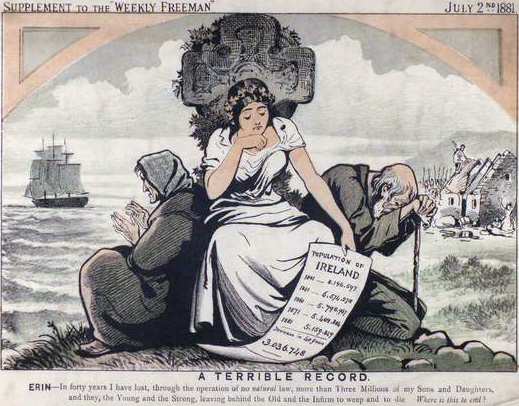
Caricature politique: « En quarante ans, j'ai perdu, non par l'opération de la loi naturelle, plus de trois millions de mes fils et filles, et eux, les jeunes et les forts, laissant derrière eux les vieux et les infirmes à pleurer et mourir. Où ceci va-t-il finir ? ».

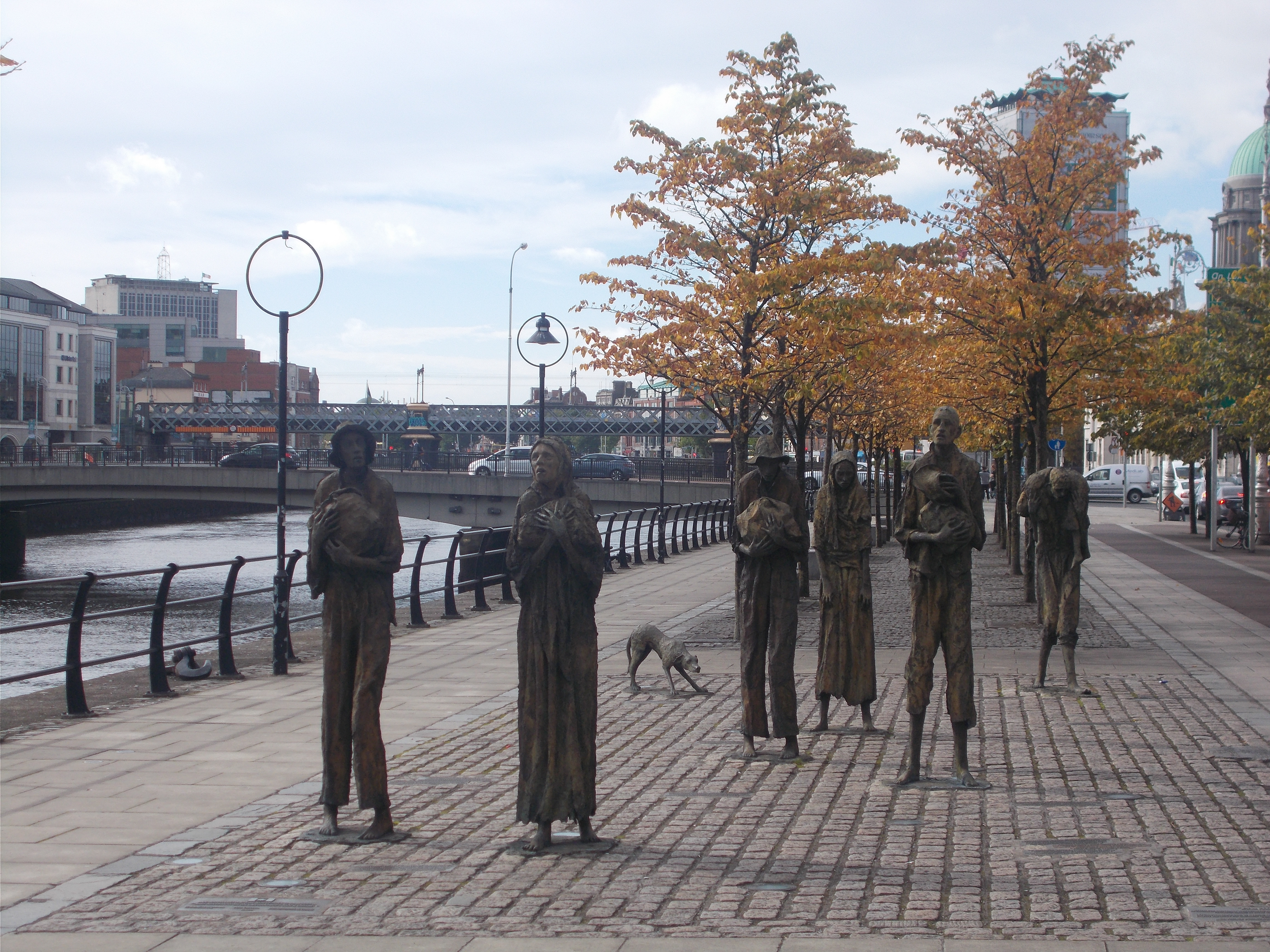
Rowan Gillespie (sculpteur) : mémorial élevé à Dublin pour rappeler la Grande Famine et l'émigration qui s'ensuivit.

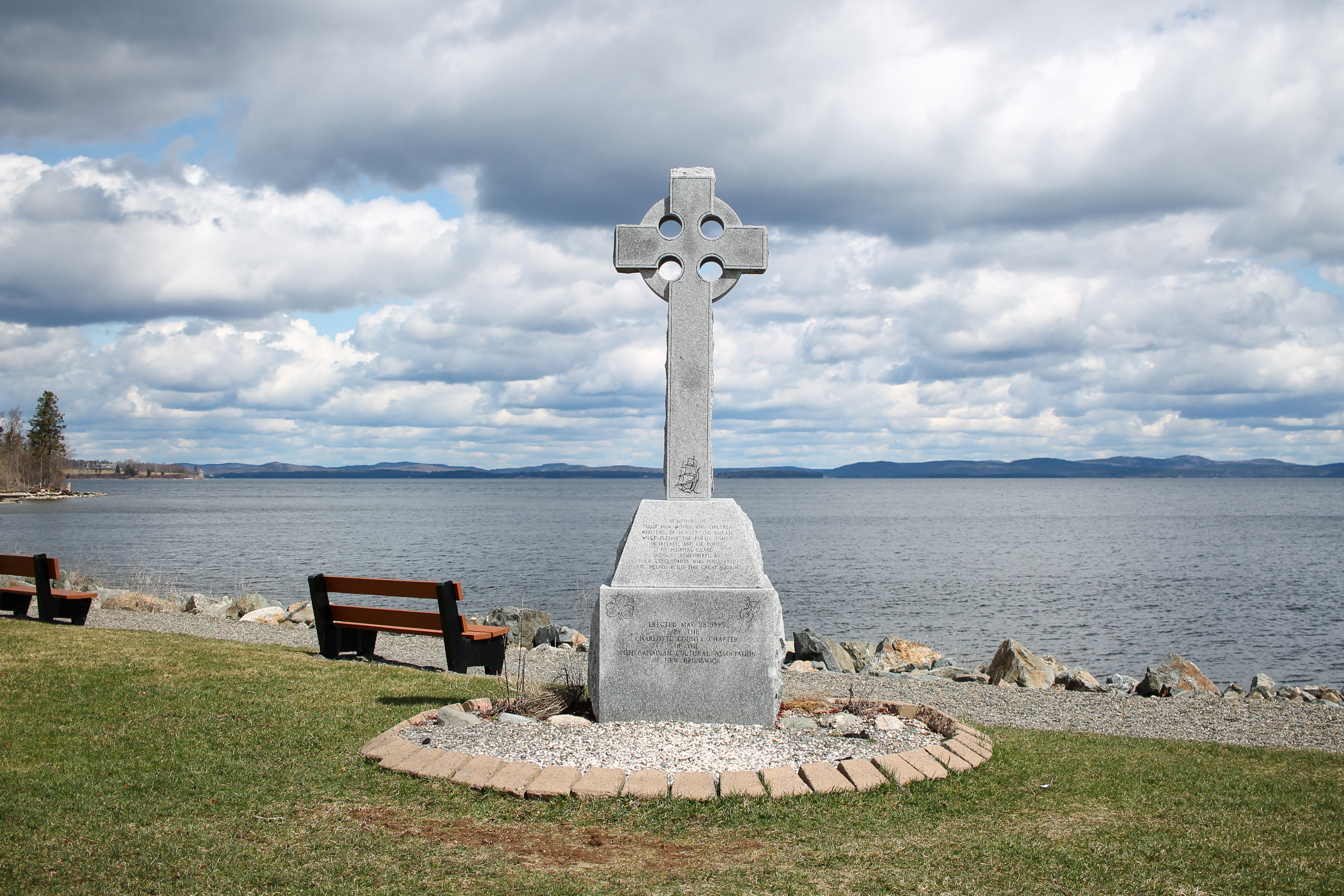
Mémorial aux morts de la famine irlandaise à Saint-Andrews, au Canada.

La famine dura jusqu'en 1851 mais eut des répercussions sur une plus longue durée, en particulier sur la démographie. Ainsi ce n'est qu'en 2022 que l'Irlande a enfin retrouvé sa population du milieu de XIXe siècle[réf. nécessaire]. À propos des effets sur la population de l'île, aux morts de la famine, il fallut en effet ajouter près de deux millions de réfugiés, et autant d'émigrants, essentiellement à destination des États-Unis, de la Grande-Bretagne, du Canada et de l'Australie. Si les émigrants venaient de toutes les régions d'Irlande, ils furent plus nombreux à venir des comtés et des classes sociales pauvres. L'émigration irlandaise de l'époque se caractérisa en outre par la plus grande part de femmes choisissant de partir, contrairement à ce que l'on peut constater généralement dans les autres pays. En tout, la population irlandaise baissa de près d'un quart en dix ans, passant de huit à environ six millions de personnes. L'émigration devint dès lors un phénomène structurel : elle se poursuivit jusqu'en 1911, date à laquelle la population irlandaise tomba à 4,4 millions de personnes, soit son niveau de 1800.
Sur le plan culturel, la famine fut aussi l'un des facteurs du déclin de la langue irlandaise, langue parlée par plus de 90 % des Irlandais avant 1845, dont la vitalité était le principal signe de résistance du peuple irlandais et que les Britanniques ne parvenaient pas à éradiquer, à moins de 20 % de la population en 1860. Un grand nombre des orphelins de la famine reçurent dans les orphelinats la langue anglaise en héritage. L'irlandais ne se remit jamais de la Grande Famine, et aujourd'hui, seuls 2 % des Irlandais parlent la langue de leurs ancêtres dans la vie courante. Pour les émigrants, la langue fut majoritairement abandonnée avec le temps et les générations.

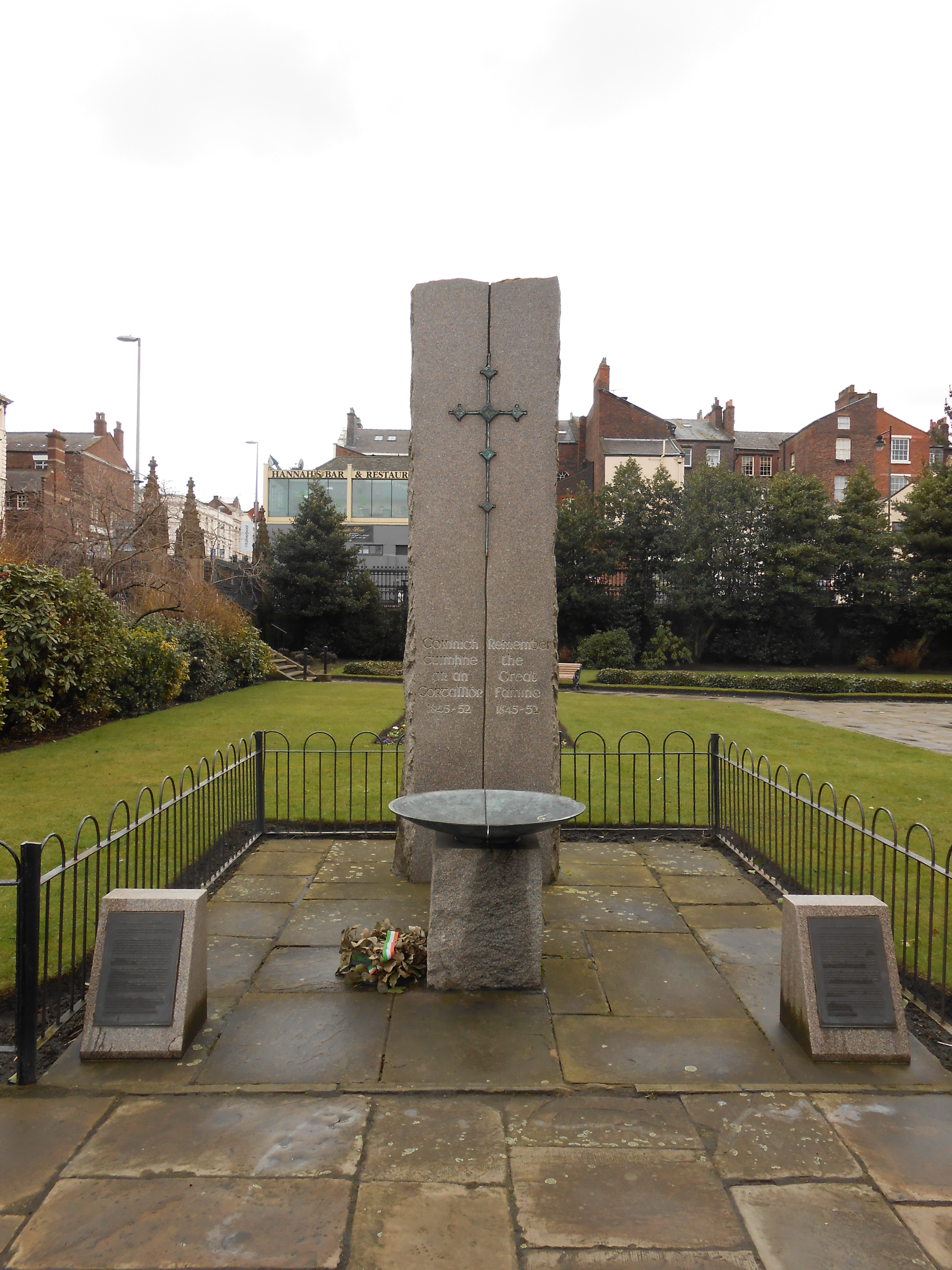
Mémorial de la Grande Famine à Liverpool

Les Irlandais accusèrent les Britanniques de les avoir volontairement abandonnés puisque Westminster était partisan de la théorie du laissez-faire ; l'État ne devant pas se substituer au marché. En revanche, l'armée britannique possédait les plus grandes réserves alimentaires d'Europe, qu'elle refusa de partager. Cette catastrophe fut à l'origine d'un renouveau du nationalisme irlandais, se traduisant notamment par la naissance du mouvement « Young Ireland ».
John Mitchel, l'un des leaders du mouvement, écrivit en 1860 : « Le Tout-Puissant, en effet, a envoyé le mildiou, mais les Anglais ont créé la famine ».
L’héritage mémoriel que laisse la Grande Famine en Irlande et ailleurs dans le monde est aussi particulièrement grand. En fait, il semblerait que ce soit le souvenir des conséquences de l’évènement plutôt que de la famine en elle-même qui contribue à forger le souvenir national. Autrement dit, les premiers souvenirs nationaux de cette période sont davantage ceux des conséquences politiques et démographiques sur le territoire (au sens de l’émigration), que ceux des gens qui y ont perdu la vie. Ainsi, « La Grande Famine reste dans cette perspective un point d’ancrage essentiel non seulement dans le récit national irlandais, mais aussi dans celui de la diaspora qui y trouve un des aspects légitimant son identité irlandaise ».
À l’aube du XXe siècle, la Grande Famine est encore perçue comme une honte[réf. nécessaire] à laquelle on cherche des coupables plutôt qu’une commémoration quelconque, tel que préconisé aujourd’hui en hommage aux victimes[pas clair]. En effet, « si la Grande Famine a laissé une forte empreinte dans la mémoire collective des Irlandais, son souvenir n’était guère évoqué avant les années 1990». La question de la « mémoire collective » est donc à différencier grandement de celle du « souvenir ». Bien que les deux occupent une place similaire dans l’échiquier commémoratif, le premier peut se permettre d’occuper une tendance beaucoup plus péjorative que le second[pas clair][réf. nécessaire].

## Dans les arts

### Littérature
- Trinité, 3 tomes (la Jeunesse de Conor, Caroline, Shelley), par Leon Uris.
- Famine, roman de Liam O'Flaherty publié en 1937. Traduction en français par C.D. Jonquières publiée en 1983 par Jean Picollec éditeur.  (ISBN 2253031895).
- L'Adieu au Connemara, roman d'Hervé Jaouen. Presses de la Cité, 2003 ; Pocket no 12069, 2005.
- Pendant la famine, en Irlande : journal de Phyllis McCormack, 1845-1847, par Carol Drinkwater, Gallimard jeunesse (coll. « Mon histoire »), 2006, traduit de l'anglais par Bee Formentelli.
- Chimères, roman de Nuala O'Faolain, publié en 2001, réédité chez « 10/18 », domaine étranger.
- L'Anneau de Claddagh, roman de Béatrice Nicodème, (tome 1 : Seamrog ; tome 2 : Stoirm ; tome 3 : Bliss) édition Gulf Stream, 2015 et 2016.
- Grace, roman de Paul Lynch, publié chez Oneworld à Londres en 2017, et Albin Michel en 2019 pour la traduction française de Marina Boraso.
- Le manga L'oxalis et l'or de Eiichi Kitano démarre pendant la Grande Famine. Les deux personnages principaux sont des Irlandais prenant la route pour la grande ruée vers l'or.

### Musique
- The Fields of Athenry est une chanson irlandaise reprenant le thème de la Grande Famine.
- Fools Gold, une chanson du groupe irlandais Thin Lizzy figurant sur l'album Johnny the Fox (1976) a été inspirée par la Grande Famine. Les paroles évoquent des Irlandais voyageant en Amérique pour échapper à la famine et commencer une nouvelle vie[16].
- Thousands are Sailing, du groupe anglais The Pogues, fait référence à l'émigration des Irlandais à la suite de la Grande Famine.
- Le nom du groupe Black 47, fondé en 1989, fait référence à la Grande Famine (en 1847).
- Famine de la chanteuse Sinéad O'Connor est une chanson rappelant le rôle joué par les Britanniques dans la survenue et l'ampleur de la famine. Elle traite également de l'importance du devoir de mémoire et de l'impact traumatique qu'a eu cet événement sur le peuple irlandais.
- The Coffin Ships est une musique créée par le groupe irlandais de black metal « Primordial », en mémoire de la famine de 1845.
- Famine Remembrance est une œuvre orchestrale et chorale du compositeur irlandais Patrick Cassidy, créée en 1996, pour le 150e anniversaire de la Grande Famine.
- Song for John du groupe français Doolin’ raconte la migration irlandaise à l'époque de la Grande Famine.
- Kilkelly, Ireland chanson composée par Peter Jones. Elle est formée d'une suite de paragraphes prenant la forme de courtes lettres qu'un Irlandais envoie à son fils parti vivre aux États-Unis.
- The City of Chicago chantée par Christy Moore.

### Filmographie

#### Cinéma
- 1992 : Horizons lointains de Ron Howard, les vingt premières minutes sont consacrées à la Grande Famine et à l'émigration des personnages principaux aux États-Unis.
- 2018 : The Renegade de Lance Daly se déroule en Irlande, en 1847, pendant la Grande Famine.

#### Télévision

##### Série
- L'épisode 6 de la saison 2 de la série télévisée Victoria (2016-2019) parle essentiellement de la Grande Famine.

## Documentaire
- 2020 : La grande famine en Irlande réalisé par Ruán Magan.